# Plamen Oresharski
Plamen Vasilev Oresharski  (en búlgaro Пламен Василев Орешарски, 21 de febrero de 1960) es un político búlgaro. Fue primer ministro de Bulgaria desde el 29 de mayo de 2013 hasta el 6 de agosto de 2014. Antes fue ministro de Finanzas de 2005 a 2009 en el gobierno de la triple coalición liderado por Serguéi Stánishev.

## Primer ministro
La renuncia de Boiko Borísov obligó a que se celebraran unas elecciones anticipadas en mayo de 2013. Las elecciones las ganó el partido derechista GERB del propio Borisov. Sin embargo la pérdida de veinte escaños le impidió formar gobierno y por eso el presidente Rosen Plevneliev mandó formar gobierno a Oresharski como líder del segundo partido más votado, el Partido Socialista de Bulgaria. Para los analistas se trató de un gobierno de tecnócratas pese a estar liderado por un socialista; un acuerdo para finalizar la crisis política y realizar reformas económicas de profundidad.
Desde antes de confirmarse su nombramiento comenzaron las protestas por considerar al gobierno propuesto como "mafioso". La formación del gobierno y sus primeras medidas exacerbaron las protestas, por la escasa lucha contra la corrupción y los efectos de las medidas económicas. En verano unos manifestantes acamparon a las puertas del parlamento con ropa de baño para protestar por las largas vacaciones que se tomaban los diputados en medio de la crisis social y económica.